# 일본자유당 (1945년)
일본자유당(일본어: 日本自由党)은 1945년부터 1948년까지 존재한 일본의 정당이었다.
전후 1945년 10월에, 구 입헌정우회 정통파의 하토야마 이치로, 고노 이치로, 아시다 히토시 등을 중심으로 구 입헌민정당 출신의 미키 부키치 등도 참가하여 결성하였다. 직접적인 모체는 정우회 해산 이후 구 정통파의 익찬정치를 비판한 의원들이 중심이 되어 결성한 회파 동교회(同交会)이다. 동교회는 익찬선거에서 9명밖에 당선자를 내지 못하고 1942년 5월 해산하였으나, 그 후에도 동지적 결속을 무너뜨리지 않고 패전 직후 자유당의 결당으로 이어졌다.
창당 당시 총재는 하토야마 이치로, 간사장은 고노 이치로로, 참가 의원 총 43명이 신당을 결성하였다. 이후 "군국주의 척결"과 "자유로운 경제활동 촉진" 등을 내걸고 전후 첫 보통선거인 1946년의 제22회 일본 중의원 의원 총선거에서 승리하여 제1당이 되었다. 그러나 하토야마 등이 연합군 최고사령부(GHQ)의 공직추방령으로 직위를 상실하자 요시다 시게루가 총무가 되어 5월 22일 내각총리대신에 취임했다.
일본국 헌법 제정 이후 치러진 1947년의 제23회 일본 중의원 의원 총선거에서는 일본사회당에 패하여 사임했다. 야당이 된 일본자유당은, 일본사회당과의 연립정권에 반대하여 민주당에서 탈당한 민주클럽(동지클럽) 의원들과 통합하여 1948년 3월 민주자유당을 결성하게 된다.

## 같이 보기
- 자유민주당 (일본)
- 민주자유당 (일본)